# Dead By Daylight
Dead by Daylight és un videojoc d'horror de supervivència desenvolupat per Behaviour Interactive i publicat per Starbreeze Studios. Va ser llançat al juny de 2016 per Microsoft Windows, al juny de 2017 per a les consoles PlayStation 4 i Xbox One, al setembre de 2019 per a Nintendo Switch ia l'abril de 2020 va sortir la seva versió per a mòbil. És un videojoc multijugador en línea d'1 contra 4, en què quatre jugadors prenen el paper de supervivents i un el d'assassí. Tant els objectius del videojoc com la perspectiva dels dos tipus de jugadors són diferents, els supervivents es concentren a escapar mentre que l'assassí ha de donar-los caça per a sacrificar-los

## Argument
L'Ens, un ésser sobrenatural que prové de l'antiga xarxa de sang, es desperta de la seva letargia cada vegada que és convocat per accions de gran violència i malícia. Els assassins, exclusivament assassins en sèrie, són trets de la realitat i convençuts de complir les seves ordres. Per mantenir la seva existència, L'Ens requereix sacrificis i exigeix que cacin i matin als supervivents perquè puguin alimentar-se de la seva esperança i robar un tros de la seva ànima al morir. Després tornen a la vida per repetir la prova, intentant interminablement escapar.
Els supervivents són arrossegats al món construït per L'Ens quan deambulen massa a prop dels llocs d'on van ser trets els assassins, desapareixent del món real sense deixar rastre. Acaben en una foguera solitària, on descansen entre proves, fins que un assassí els persegueix de nou. Cada prova es porta a terme en una sèrie de regnes creats per L'Ens des d'àrees d'on van ser extrets els supervivents. L'única esperança d'escapament dels supervivents és reparar una sèrie de generadors disseminats per cada regne i continuar obrint una gran porta per escapar. Escapar dels terrenys sempre porta els supervivents a la foguera, i es poden crear ofrenes per ser cremades i apel·lar a favor de L'Ens. Atès que aquest s'alimenta de l'esperança de que els supervivents escapin, els ajuda tant com als assassins, actuant com un observador imparcial de la caça, intervenint només per reclamar als penjats als ganxos.

## Jugabilitat
Un grup de fins a quatre supervivents ha d'eludir a un assassí. Les perspectives dels supervivents són en tercera persona, mentre que la perspectiva de l'assassí és en primera persona.

### Supervivents
Els jugadors que juguen com a supervivents assumeixen el paper de Dwight Fairfield, Meg Thomas, Claudette Morel, Jake Park, Nea Karlsson, Laurie Strode, Ace Visconti, William 'Bill' Overbeck, Feng Min, David King, Quentin Smith; David Tapp, Kate Denson, Adam Francis, Jeff Johansen, Jane Romero, Ash Williams, Nancy Wheeler, Steve Harrington, Yui Kimura, Zarina Kassir, Cheryl Mason, Félix Richter, Élodie Rakoto, Yun-Jin Lee, Leon S. Kennedy o Jill Valentine. L'objectiu dels supervivents és escapar de l'àrea tancada, el que es pot fer de dues maneres: reparant generadors deshabilitats (en general són cinc generadors) per proporcionar potència als interruptors que obren grans portes metàl·liques per sortir de l'àrea ; o escapant a través de la trapa, una escotilla. Hi ha dues maneres d'accedir a aquesta escotilla. S'obre quan queda un supervivent o amb una clau per obrir l'escotilla. L'escotilla apareixerà en una de diverses ubicacions predeterminades. Les opcions de moviment dels supervivents consisteixen en córrer, caminar, ajupir-se o gatejar. Han de eludir a l'assassí recolzant-se de la foscor; ajupit darrere dels objectes; i amagant-se en edificis, fullatges o dins de casellers.
Els supervivents tenen l'opció d'utilitzar fins a quatre avantatges per partida que afecten la forma en què es desenvolupa la mateixa. Cadascun dels supervivents té un conjunt de tres beneficis únics que només estan disponibles per a aquest supervivent fins que es desbloqueja la capacitat d'ensenyar a altres supervivents. Aquests avantatges es poden desbloquejar i actualitzar a la Xarxa de Sang usant Punts de Sang i cada Xarxa de Sang només pot contenir fins a dos avantatges. Aquests avantatges poden anar des de donar un augment de velocitat quan es fuig de l'assassí, ser capaç d'auto-sanar sense una farmaciola de primers auxilis, fins desbloquejar la capacitat de sabotejar els ganxos de carn sense una caixa d'eines. També hi ha una multitud de beneficis "universals" que estan disponibles perquè puguin ser desbloquejats per qualsevol supervivent.
Al bregar amb l'assassí, els supervivents també poden fer ús d'un conjunt d'objectes i trampes a la zona: buscar cofres dins dels edificis de vegades llançarà farmacioles de primers auxilis (que permeten als supervivents curar-se en comptes d'esperar a un company d'equip), llanternes (que es pot usar per encegar temporalment a l'assassí), caixes d'eines (que es poden usar tant per reparar generadors més ràpid com per desactivar els ganxos de carn), clau trencada (fa una varietat de coses depenent de seus complements), mapes (que localitzen tots els generadors o més depenent de la seva raresa i complements), clau opaca (que es pot usar per obrir l'escotilla sempre que es trobi), i clau esquelet (que fa una varietat de coses depenent de seus complements i es pot usar per obrir l'escotilla). Els palets són un parany que els supervivents poden usar, és una plataforma de fusta massissa, que es col·loca verticalment, i es pot enderrocar quan un supervivent passa pel seu costat. Si l'assassí està just darrere d'ells el pallet atordeix a l'assassí per un breu període. Els supervivents poden saltar sobre palets caiguts, mentre que l'assassí ha de destruir-los o donar la volta. També poden enfilar-se per les finestres. L'assassí també pot travessar finestres, però és molt més lent.
Altres avantatges tècnics que tenen els supervivents inclouen la capacitat de veure l'aura de companys d'equip enderrocats i enganxats, atraient-los fàcilment a la seva ubicació per a un rescat, i de manera similar poden veure les ubicacions dels generadors recentment reparats i les portes de sortida durant un curt període una vegada que tots els generadors necessaris siguin reparats. Quan l'assassí és a prop, els supervivents sentiran un batec de cor i, finalment, música tensa, que augmentaran en intensitat amb la proximitat de l'assassí. També poden veure una llum vermella que emana dels ulls de l'assassí, que mostra el seu camp de visió aproximat.
A més s'han afegit 5 cosmètics llegendaris que converteixen als seus respectius supervivents en personatges alternatius: Lisa Garland (Cheryl Mason), Cybil Bennett (Cheryl Mason), Jonathan Byers (Steve Harrington), Claire Redfield (Jill Valentine) i Chris Redfield (Leon S. Kennedy).

### Assassí
Com assassí, els jugadors poden assumir el paper d'Evan MacMillan (El Trampero); Philip Ojomo (l'Espectre); Max Thompson Jr. (El Pobletà); Sally Smithson (La Infermera); Michael Myers (La Forma); Lisa Sherwood (La Bruixa); Herman Carter (El Doctor); Anna (La Caçadora); Leatherface (El Caníbal); Freddy Krueger (El Malson); Amanda Young (La Porca); Jeffrey Hawk (El Pallasso); Rin Yamaoka (l'Esperit); Frank, Susie, Julie o Joey (La Legión); Adiris (La Plaga); Danny Johnson (Ghostface); El Demogorgon; Kazan Yamaoka (El Oni); Caleb Quinn (l'Arponer); Pyramid Head (El Botxí), Talbot Grimes (El Deteriorament), Victor y Charlotte Deshayes (Els Bessons), Ji-Woon Hak (El Traïdor) o Nemesis T-Type, cadascun dels quals té una habilitat única. L'assassí no pot córrer o ajupir-se (a excepció de Amanda i Ghostface, qui poden ajupir-se), sinó que simplement camina a un ritme molt ràpid, que és lleugerament més ràpid que el ritme d'un supervivent. Al caçar als supervivents, l'assassí ha de capturar-los colpejant dues vegades amb la seva arma (el primer cop deixa al supervivent ferit amb problemes al caminar, mentre que el segon cop els deixa arrossegant-se pel sòl), o pot agafar-los d'una vegada atrapant-los dins de les caselles, mentre intenten saltar sobre plataformes o finestres, mentre reparen un generador, intenten salvar un company supervivent en un ganxo o intenten escapar a través d'una trapa. Alguns assassins tenen un atac secundari que redueix a un supervivent directament a terra.
L'assassí pot matar inicialment als supervivents llançant-los sobre un dels molts ganxos de carn en l'àrea i esperant que les urpes de l'Ens finalment acabin amb el supervivent, portant la seva ànima al cel. No obstant això, després que un jugador hagi guanyat suficients punts d'experiència com assassí, es poden desbloquejar certs objectes d'un sol ús anomenats 'Memento Mori "que inclouen l'habilitat d'acabar amb els supervivents instantàniament amb la seva arma, en lloc del prolongat procés de portar-los als ganxos de carn. L'assassí també pot matar els supervivents deixant-los a terra i esperant que sagnin fins a la mort, o, en el cas de La Porca, els supervivents també poden ser assassinats per les trampes d'ós que col·loca sobre el cap.
La primera vegada que un supervivent queda enganxat, ingressa a una primera fase. Només en aquesta fase, el jugador pot intentar, amb una probabilitat baixa (4%), d'escapar d'el ganxo a costa d'accelerar la seva mort si no escapa a causa de la "salut de ganxo" (en la seva totalitat, atorgant fins a quatre oportunitats). Els jugadors també poden ser rescatats per altres supervivents. Si el jugador s'escapa o es salvat i s'enganxa per segona vegada, entrarà en l'estat de lluita, en què el jugador ha de resistir a l'Ens que intenta apunyalar-los, durant l'estat de lluita apareixeran diverses proves d'habilitat amb una zona d'èxit gran en color blanc, que decreixen i es fan cada vegada més petites i finalment mor. Si falles dues vegades seguides les proves d'habilitat moriràs a l'instant. Si el jugador es salva durant l'estat de lluita i s'enganxa per tercera vegada, moriran instantàniament sense oportunitat de sobreviure.
L'assassí, tot i que pot caminar a un ritme ràpid, és més lent en altres moviments: després de colpejar un jugador, l'assassí disminuirà el seu moviment per netejar la sang de la seva arma. L'assassí també és més lent al enfilar-se per les finestres, i no pot saltar sobre les plataformes que els supervivents poden posar al seu camí, però pot passar una gran quantitat de temps destruint els palets. L'assassí també té una capacitat de lectura d'aura similar a la dels supervivents, només que l'assassí ho pot fer servir per veure on es troba cada generador, tòtem i ganxo de carn al mapa. També es va agregar una nova mecànica en l'actualització 1.5.0 que va introduir la set de sang. Passats dotze segons en una persecució, l'assassí rep un impuls de 0.2 m/s; 24 segons en una persecució dona a l'assassí un impuls de 0.6 m/s; i finalment, si una persecució dura 32 segons, l'assassí obté un augment de 1.2 m/s. Aquests efectes només duren fins que finalitza una persecució en la qual els efectes baixen un 10% per segon sense perseguir un supervivent, un palet es trenca (això disminueix la set de sang d'un nivell) i quan un supervivent és colpejat això elimina la set de sang per complet. Això es va agregar per evitar una pèrdua de temps mecànica coneguda com pallet looping, que és quan un supervivent corre al voltant de paletes durant un període prolongat de temps perquè la resta de l'equip pugui completar generadors, i en canvi anima el supervivent a trencar la línia de visió i escapar completament de l'assassí.

### Objectius
La interacció amb la majoria dels objectes i accions en el videojoc fa que s'activi una prova d'habilitat (skill check). Quan s'activa una prova d'habilitat, apareix una agulla dins d'un cercle a la pantalla i gira ràpidament, el jugador ha de premer espai o el botó esquerre del ratolí quan l'agulla està dins d'una determinada secció del cercle triada a l'atzar abans que passi l'agulla. Fallar un prova d'habilitat té múltiples conseqüències basades en l'acció que es pren.
Reparar cada generador porta un llarg període i produeix un soroll mecànic bastant petit durant el procés. Fallar una prova d'habilitat de reparació causarà una explosió que restablirà el progrés de la reparació del generador i emetrà un fort soroll que alertarà l'assassí on es troba i què fa el jugador. A l'assassí també se li ha atorgat la capacitat de danyar els generadors a un ritme molt lent durant 90 segons. Aquest procés pot ser detingut simplement pels supervivents que arreglen el generador per un segon. Si no es fa res durant 90 segons, tot el progrés del generador es perd, el que posa als supervivents en desavantatge per esperar massa temps.
Sabotejar un ganxo requereix una quantitat de temps significativament menor que la reparació d'un generador, però el soroll que emet l'acció és considerablement més fort. Per sabotejar un ganxo, els supervivents han d'estar equipats amb un "kit d'eines" o tenir activada la funció Sabotejador. Els controls d'habilitat són més comuns durant aquesta acció que quan es repara un generador. Si falla un prova d'habilitat de sabotatge es produeix un fort tust, també es retarda el progrés i s'alerta a l'assassí.
Quan un supervivent es cura a si mateix o els seus supervivents aliats pot prendre períodes dràsticament diferents depenent de múltiples factors, com si tenen una farmaciola de primers auxilis, certs avantatges actius, desavantatges de l'assassí i si el jugadores cura si mateix o un aliat. Els controls d'habilitat són tan comuns com quan es repara, però tenen una conseqüència lleument menys severa quan fallen. Fallar una prova d'habilitat de curació encara redueix el progrés de l'acció, però el gemec d'un supervivent que es cura és més silenciós que les altres explosions, però encara alerta l'assassí de la seva ubicació dins d'un cert rang.
Si l'assassí captura un supervivent, el recull i generalment el porta al ganxo de carn més proper. Durant aquest temps, poden intentar desfer-se de l'adherència de l'assassí abans que arribi al ganxo i intentar fugir. Si l'assassí reïx empalar un supervivent en un dels molts ganxos de carn en l'àrea, un company d'equip pot rescatar el supervivent empalat o, més rarament, el supervivent empalat (amb un 4% de probabilitat) pot alliberar-se. Tot i això, al intentar-ho és probable que això sigui contraproduent i perjudiqui encara més el supervivent, apropant-lo a la mort.
Una vegada que s'hagin reparat tots els generadors, un supervivent ha de trobar un interruptor a la banda d'una de les dues possibles portes de sortida i mantenir-lo durant deu segons per obrir la porta. El joc només acaba quan tots els supervivents escapen o són assassinats, per tant, mentre que alguns supervivents poden escapar i acabar la partida més ràpidament. Els jugadors que han escapat o mort tenen la capacitat d'observar els jugadors restants fins a la fi de la partida, o tornar al menú i unir-se a una nova partida.
Si només queda un supervivent, la reparació de generadors és gairebé impossible. Un mètode d'escapament alternatiu seria fer servir la trapa, que és una comporta a terra que es genera en una àrea aleatòria després que el nombre de generadors reparats és igual a un més que els supervivents que queden vius a la partida (per exemple, amb tres generadors reparats i sols dos supervivents). L'escotilla es genera tancada, però quan només queda un supervivent, s'obrirà automàticament. Mentre estigui tancada, es pot obrir si un supervivent té una «clau opaca" o una «clau esquelet» i romandrà obert durant trenta segons, i així permet que els supervivents restants entrin i s'escapin.

### Xarxa de sang
Tant els supervivents com els assassins poden desbloquejar articles, beneficis i ofertes a través de la xarxa de sang. Cada acció realitzada en una partida dona al jugador un nombre de punts de sang, i la suma s'afegeix al total del jugador a la fi de la partida. Cada nivell de la xarxa de sang es genera automàticament i augmenta a mesura que el personatge guanya nivells. Les recompenses es connecten entre si en un arbre radial, i els jugadors han de comprar recompenses al llarg de la ruta de progressió per accedir a les altres. Una vegada que s'hagi comprat cada recompensa de l'arbre, la xarxa de sang generarà un nou nivell perquè el jugador progressi, i n'augmenta el nivell. Una vegada que el personatge arriba al nivell 50 se li donarà l'opció de prestigi. Si se'ls dona l'opció, encara podran comprar coses de la xarxa de sang però no augmentaran el seu nivell. Un cop pressuritzats, els personatges restabliran seu nivell, elements, ofertes i complements a canvi d'una millor oportunitat per a articles més rars a la xarxa de sang i un sac ple de sang (de prestigi), pantalons sagnants o arma per assassí (prestigi dos) i una cara sagnant (prestigi tres). Aquests efectes són irreversibles i no es poden desfer.
La xarxa de sang pot contenir elements, complements per a elements que n'augmenten l'eficàcia, ofertes per al començament de la ronda que pot influir en les condicions de la partida i avantatges que els fan més poderosos. Les ofertes i complements només es poden emprar en una partida, mentre que els elements es poden reutilitzar fins que el jugador mori o els perdi, i els avantatges són permanents. Els elements també es poden obtenir de cofres al mapa, però això no afecta la xarxa de sang del personatge. Com l'habilitat especial d'un assassí està lligada al seu objecte i els assassins són invulnerables, els seus objectes són permanents i no es poden canviar.

## Ambientació

### Localitats
El videojoc té lloc a set localitats que es basen en els llocs on els assassins esdevenen el que són: MacMillan Estate/Finca MacMillan (Trampero o Trapper), Autohaven Wreckers/Desballestament Autohaven (l'Espectre), Coldwind Farm/Granja Coldwind (el Pobletà o Hillbilly), Crotus Prenn Asylum/Asil Crotus Prenn (Infermera o Nurse), Haddonfield (La Forma o Shape), Blackwater Swamp/Pantà d'aigua negra (La Bruixa), Léry's Memorial Institute/Institut commemoratiu de Levy (Doctor), Red Forest/Bosc Vermell (La Caçadora), Springwood i Badham Preschool /Escola Badhan (El Malson), Gideon Meat Plant/Planta processadora de carn Gideon (La Porca) Yamaoka resident/residència Yamaoka (L'esperit) i Raccon City (Nemesis). Amb el temps, la maldat de les seves accions es va acumular allà fins que va atreure l'atenció de l'Ens, una força desconeguda de la foscor d'un lloc sense nom. La majoria de les configuracions regionals es divideixen en múltiples mapes amb característiques similars però petites variacions.

### Edificis
Cada localitat i mapa presenta un edifici o fita específic de mapa que roman en el mateix lloc del mapa de cada partida. Cada mapa també presenta un edifici conegut com «La cabana de l'assassí», que és el mateix en tots els mapes i aleatòriament apareix (o no) com una de les poques ubicacions predeterminades al mapa. Cada nou joc, una habitació coneguda com el «soterrani» es col·loca sota l'edifici específic de mapa o de la cabana.
El soterrani és una sala especial que consisteix en un cofre d'objectes que els supervivents poden saquejar i quatre armaris als quals es poden amagar. També hi ha un ganxo especial de quatre puntes que s'obre cap a diversos costats, el que en fa un lloc molt segur perquè els assassins portin les seves víctimes sense risc que altres supervivents els salvin. A causa d'aquest perill, als supervivents se'ls atorga una petita quantitat de punts fins i tot per aventurar-se al soterrani.

## Recepció
DDead by Daylight va rebre crítiques mixtes, d'acord amb l'agregador de ressenyes Metacritic. GameSpot li va atorgar una puntuació de 6 sobre 10, dient que «Dead by Daylight executa bé el concepte d'un videojoc de terror competitiu, però només fins a cert punt≫.
Les vendes de Dead by Daylight van superar el milió d'unitats dos mesos després del seu llançament i van arribar 1,8 milions d'unitats a la fi de 2016.
Dead by Daylight va llançar el DLC de Freddy Krueger el 26 d'octubre de 2017 titulat A Nightmare on Elm Street. El 2017, 54% de les 1321 opinions d'usuaris eren positives.
Dead by Daylight va llançar un altre DLC el 23 de gener de 2018 The Saw que costa 6,99 dòlars, va obtenir 7 de 10 i el 2018 de les 836 ressenyes, 73% eren positives.